# Erica Caracciolo
Erica Caracciolo (Thiene, 21 ottobre 1986) è un'ex cestista italiana.

## Carriera
Guardia-ala di 180 cm, ha vinto uno scudetto con la Famila Schio, con cui ha esordito in Serie A1 italiana. In seguito, ha disputato quattro stagioni in Serie A2 con Montigarda, Vicenza e 2 con Bolzano. Poi nell'estate del 2009 è passata alla Sernavimar Marghera e dall'inizio della stagione 2010-2011
è in Serie B d'Eccellenza femminile con l'Associazione Sportiva Vicenza. Dall'estate del 2011 gioca in serie B con Treviso.

## Palmarès
- Campionato italiano: 1
Famila Schio: 2004-05
- Coppa Italia: 1
Famila Schio: 2005
- Promozione in Serie A1: 1
New Wash Montichiari: 2005-06